# Victor Hedman
Victor Erik Olof Hedman (* 18. Dezember 1990 in Örnsköldsvik) ist ein schwedischer Eishockeyspieler. Der Verteidiger spielt seit 2009 für die Tampa Bay Lightning in der National Hockey League, die ihn im NHL Entry Draft 2009 an zweiter Position ausgewählt hatten. Mit dem Team gewann er in den Playoffs 2020 den Stanley Cup und wurde dabei mit der Conn Smythe Trophy als wertvollster Spieler geehrt, bevor Tampa den Titel im Folgejahr verteidigte. Seit September 2024 führt er das Team als Kapitän an. Zugleich gilt er als einer der besten Abwehrspieler der Liga, so erhielt er im Jahre 2018 die James Norris Memorial Trophy als bester Verteidiger der NHL. Mit der schwedischen Nationalmannschaft gewann er die Goldmedaille bei der Weltmeisterschaft 2017.

## Karriere

### MODO
Victor Hedman begann seine Karriere 2005 in der U18-Jugendmannschaft von MODO Hockey. Nachdem er in acht Spielen bereits drei Tore und drei Assists erzielt hatte, wurde er im Alter von gerade 14 Jahren zu den U20-Junioren berufen, wo er weitere zehn Spiele bestritt. In der folgenden Saison 2006/07 spielte er anfangs wieder für die U18-Mannschaft, etablierte sich aber im Laufe der Saison als Stammspieler in der höheren Altersklasse. Mit 25 Punkten in 34 Spielen war er einer der besten Scorer unter den Verteidigern und führte alle Spieler seiner Position mit 13 Toren an.

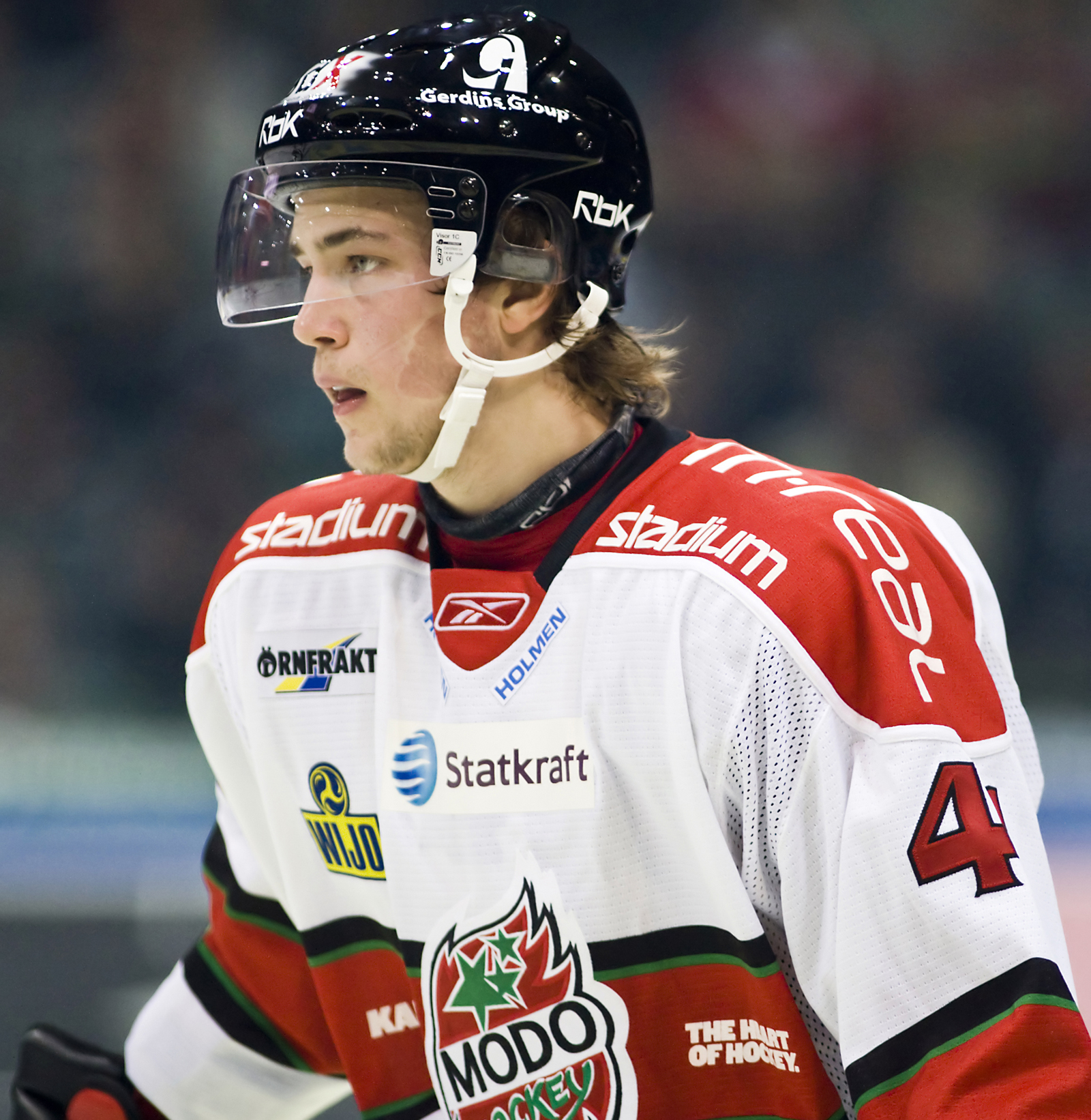
Victor Hedman im Trikot von MODO Hockey

In der Saison 2007/08 bestritt er nur noch wenige Spiele bei den Junioren und gab als 16-Jähriger sein Debüt in der Profimannschaft von MoDo Hockey in der Elitserien. Hedman verbrachte fast die gesamte Spielzeit bei den Senioren, setzte sich als Stammspieler durch und bestritt 39 Partien. Während der Saison 2008/09 entwickelte er sich zu einer wichtigen Stütze im Team von MODO und spielte hauptsächlich in der ersten Verteidigungsformation. Obwohl seine Mannschaft die Playoffs verpasste, hatte er die zweitbeste Plus/Minus-Statistik der Liga und steigerte seine Punkteausbeute mit sieben Treffern und 14 Vorlagen deutlich.
In einer Umfrage des kanadischen Sportsenders TSN unter zehn Scouts der nordamerikanischen Eishockeyliga National Hockey League wurde Hedman zum hoffnungsvollsten Talent für den NHL Entry Draft 2009 gewählt. Im Laufe der Saison lag er in anderen Ranglisten jedoch hinter dem Kanadier John Tavares. Gut vier Wochen vor dem NHL Entry Draft hielt die im Sommer 2008 gegründete Kontinentale Hockey-Liga (KHL) ihren ersten Junior Draft überhaupt ab. Auch hier galt Hedman neben Tavares zu den in den Ranglisten am höchsten eingeschätzten Talenten. Jedoch wurde der Schwede, da die Aussichten auf ein Engagement in der KHL recht gering schienen, erst in der vierten und letzten Runde an 83. Stelle vom HK Spartak Moskau ausgewählt. Wenige Wochen später wählten ihn die Tampa Bay Lightning im Entry Draft der NHL an zweiter Gesamtstelle hinter Tavares aus. Im Juli 2009 unterzeichnete Hedman einen standardmäßigen Rookievertrag beim Franchise aus Florida mit einer Laufzeit von drei Jahren.

### Tampa Bay Lightning
Mit Beginn der Saison 2009/10 lief Hedman fortan für die Lightning in der National Hockey League (NHL) auf und etablierte sich dort als Offensivverteidiger. Nachdem er den Lockout der Spielzeit 2012/13 bei Barys Astana in der KHL verbracht hatte, erreichte er mit Tampa in den Playoffs 2015 das Finale um den Stanley Cup, unterlag dort allerdings den Chicago Blackhawks. Anschließend unterzeichnete er im Sommer 2016 einen neuen Achtjahresvertrag in Florida, der ihm ein Gesamtgehalt von 63 Millionen US-Dollar einbringen soll. In der folgenden Saison 2016/17 steigerte er seine Offensivstatistik nochmals deutlich auf 72 Scorerpunkte aus 79 Spielen und stellte damit einen neuen Franchise-Rekord für Verteidiger auf. Am Ende der Spielzeit 2017/18 wurde er mit der James Norris Memorial Trophy als bester Verteidiger der NHL ausgezeichnet und darüber hinaus ins NHL First All-Star Team gewählt.
In den Playoffs 2020 errang Hedman mit den Lightning durch einen 4:2-Sieg gegen die Dallas Stars seinen ersten Stanley Cup und wurde zudem mit der Conn Smythe Trophy ausgezeichnet, die den wertvollsten Spieler der Playoffs ehrt. Darüber hinaus wurde er, wie bereits im Vorjahr, im NHL Second All-Star Team berücksichtigt. In den Playoffs des Folgejahres verteidigten die Lightning den Stanley Cup, während der Schwede ein drittes Mal in Folge ins NHL Second All-Star Team berufen wurde. Dort fand er auch im Folgejahr 2021/22 Berücksichtigung, wobei er seine persönliche Statistik noch einmal deutlich auf 85 Punkte aus 82 Partien steigerte, somit erstmals mehr als 1,0 Scorerpunkte pro Spiel verzeichnete und seinen eigenen Franchise-Rekord aus der Saison 2016/17 verbesserte. Anschließend verpasste das Team in den Playoffs 2022 durch eine 2:4-Finalniederlage gegen Colorado den dritten Titel in Folge nur knapp.
Im Dezember 2023 bestritt Hedman seine 1000. Partie der regulären Saison in der NHL, was im Trikot der Lightning vor ihm nur Vincent Lecavalier und Steven Stamkos gelang. Im September 2024 trat er dann die Nachfolge von Stamkos als elfter Mannschaftskapitän der Franchise-Geschichte an. Mit seiner 1083. Partie übertraf er im Dezember 2024 die bisherige Bestmarke von Stamkos (1082) und ist seither Rekordspieler der Lightning.

### International
Victor Hedman spielte für das schwedische Nationalteam erstmals bei der U18-Junioren-Weltmeisterschaft 2007. Schweden gewann nach einem 8:3-Sieg über Kanada die Bronzemedaille. Seinen nächsten internationalen Auftritt hatte er bei der U20-Weltmeisterschaft 2008, wo die schwedische Mannschaft ungeschlagen in das Finale einzog und erst nach Verlängerung der kanadischen Auswahl unterlegen war. Im selben Jahr trat er auch bei den Titelkämpfen der U18-Junioren an. In vier Spielen konnte Hedman insgesamt vier Scorerpunkte sammeln, seine Mannschaft belegte am Ende den vierten Rang und konnte diesmal keine Medaille gewinnen. 2009 spielte Hedman wieder bei der U20-Weltmeisterschaft, wo er wie schon im Vorjahr mit seiner Nationalmannschaft erst im Finale den Kanadiern unterlag.
Hedman bestritt für die schwedischen Junioren-Nationalmannschaften insgesamt 22 Spiele, schoss zwei Tore und bereitete acht Treffer vor. Bei drei Weltmeisterschaften wurde er ins All-Star Team des Turniers gewählt.
Mit der A-Nationalmannschaft seines Heimatlandes nahm er an der Weltmeisterschaft 2010 teil, wobei die Mannschaft ebenfalls die Bronzemedaille gewann. Dem folgte ein sechster Platz bei der Weltmeisterschaft 2012 sowie ein dritter Rang beim World Cup of Hockey 2016. Bei der Weltmeisterschaft 2017 gewann Hedman schließlich die Goldmedaille mit den Tre Kronor. Sieben Jahre später fügte er seiner Sammlung bei den Welttitelkämpfen 2024 eine Bronzemedaille hinzu.

## Erfolge und Auszeichnungen
| - 2009 Årets nykomling - 2012 KHL-Verteidiger des Monats November - 2015 Guldpucken - 2017 Teilnahme am NHL All-Star Game - 2017 NHL Second All-Star Team - 2018 Teilnahme am NHL All-Star Game (verletzungsbedingte Absage) - 2018 James Norris Memorial Trophy - 2018 NHL First All-Star Team - 2019 NHL Second All-Star Team | - 2020 Teilnahme am NHL All-Star Game - 2020 NHL Second All-Star Team - 2020 Stanley-Cup-Gewinn mit den Tampa Bay Lightning - 2020 Conn Smythe Trophy - 2021 NHL Second All-Star Team - 2021 Stanley-Cup-Gewinn mit den Tampa Bay Lightning - 2022 Teilnahme am NHL All-Star Game - 2022 NHL Second All-Star Team - 2025 NHL Second All-Star Team |

### International
| - 2007 Bronzemedaille bei der U18-Junioren-Weltmeisterschaft - 2007 All-Star-Team der U18-Junioren-Weltmeisterschaft - 2008 Silbermedaille bei der U20-Junioren-Weltmeisterschaft - 2008 All-Star-Team der U20-Junioren-Weltmeisterschaft - 2008 All-Star-Team der U18-Junioren-Weltmeisterschaft | - 2009 Silbermedaille bei der U20-Junioren-Weltmeisterschaft - 2010 Bronzemedaille bei der Weltmeisterschaft - 2016 Dritter Platz beim World Cup of Hockey - 2017 Goldmedaille bei der Weltmeisterschaft - 2024 Bronzemedaille bei der Weltmeisterschaft |

## Karrierestatistik
Stand: Ende der Saison 2024/25

### International
Vertrat Schweden bei:
| - U18-Junioren-Weltmeisterschaft 2007 - U20-Junioren-Weltmeisterschaft 2008 - U18-Junioren-Weltmeisterschaft 2008 - U20-Junioren-Weltmeisterschaft 2009 - Weltmeisterschaft 2010 | - Weltmeisterschaft 2012 - World Cup of Hockey 2016 - Weltmeisterschaft 2017 - Weltmeisterschaft 2024 - 4 Nations Face-Off 2025 |

(Legende zur Spielerstatistik: Sp oder GP = absolvierte Spiele; T oder G = erzielte Tore; V oder A = erzielte Assists; Pkt oder Pts = erzielte Scorerpunkte; SM oder PIM = erhaltene Strafminuten; +/− = Plus/Minus-Bilanz; PP = erzielte Überzahltore; SH = erzielte Unterzahltore; GW = erzielte Siegtore; 1 Play-downs/Relegation; Kursiv: Statistik nicht vollständig)

## Familie
Seine beiden älteren Brüder Oscar und Johan Hedman sind ebenfalls professionelle Eishockeyspieler und spielen auch auf der Verteidigerposition. Johan Hedman, der älteste Bruder, spielte lediglich in unterklassigen Ligen professionell. Oscar Hedman begann seine Karriere bei MoDo Hockey, wo er die schwedische Meisterschaft gewann und ein Jahr zusammen mit seinem jüngeren Bruder spielte. Nach mehreren Wechseln spielt er inzwischen wieder für seinen Stammklub und wurde bereits im NHL Entry Draft 2004 von den Washington Capitals ausgewählt.